# La mirada de Clara
La mirada de Clara es una película argentina dirigida por Pablo Torre y protagonizada por Pompeyo Audivert, Norman Briski y Gabriel Feldman. Fue estrenada el 15 de febrero de 2007. El guionista se basó en su novela La ensoñación del biógrafo.

## Sinopsis
Filme de ficción que muestra la vida desde el colegio de curas hasta su etapa adulta del director de cine Leopoldo Torres Ríos, y la vida de su hijo, el también director Leopoldo Torre Nilsson.

## Reparto
- Pompeyo Audivert como Leopoldo Torre Nilsson
- Norman Briski
- Gabriel Feldman como Leopoldo Torres Ríos
- Tamae Garateguy
- Natalia Segré como Clara - Eva 2

## Comentarios
Miguel Frías en Clarín opinó sobre el filme:

"Un tono impostado, que tiñe de artificialidad a la historia y pone y pone al borde la parodia a los personajes. Y una dirección de actores más teatral que cinematográfica. Como si Torre, honesto pero obsesionado por sus fantasmas, hubiera desechado los rudimentos de un arte complejo que su padre y su abuelo ejercieron con talento, más allá de que les haya destruido o no sus vidas”.

Claudio D. Minghetti en La Nación escribió:

"La cámara...recrea algunos de los planos, climas, ecenografías y colores que llevaron a su padre (más allá de sus altibajos) a la categoría de autor respetado por la crítica y el público, y consigue transmitir la idea de ilusión que estaba presente en el libro que adapta...Tienen un denominador común: la contradictoria pasión por un arte que termina atrapando a sus protagonistas (de hecho, al mismo Torre, como titiritero de cada uno de sus personajes), en un inquietante juego de verdades y mentiras".

Pablo Torre dijo en 2007 en un reportaje a propósito del filme:

"Algunas cosas que cuento en la película son ciertas, otras las fantaseo, otras las soñé y algunas creí escucharlas detrás de una puerta, pero me pareció que era bueno que ellos, que tanto hicieron por la ficción, se terminen transformando en personajes de ficción. …Hay un único personaje real en la película que es Clara, pero Clara no es mi abuela, Clara soy yo. Hasta tal punto que algunas de las palabras que dice Clara las doblé yo…-Clara fue la mujer de mi abuelo y tiene muchas cosas de ella, como su origen sueco, su pelo rubio y su miopía. Esa línea es autobiográfica, pero yo puse cosas en ellos no tan reales."